# Werner Rothmaler
Werner Hugo Paul Rothmaler, född den 20 augusti 1908 i Sangerhausen, död den 13 april 1962 i Leipzig var en tysk botaniker som var expert på växtgeografi och systematik.

## Eponymer
Rothmaler har hedrats med bland annat:
- (Asteraceae)
  - Rothmaleria Font Quer
    - Rothmaleria granatensis (Boiss. ex DC.) Font Quer

- Alchemilla (Daggkåpor)
  - Alchemilla rothmaleri G.Panigrahi & K.M.Purohit
- Alyssum L. (Stenörter)
  - Alyssum rothmaleri (Synonym till Alyssum simplex Rudolphi, 1800)
- Armeria (Triftar)
  - Armeria rothmaleri Nieto Fel.
- Centaurea (Klintsläktet)
  - Centaurea rothmaleriana (Arènes) Dostál
- Festuca (Svinglar)
  - Festuca rothmaleri (Litard.) Markgr.-Dann.

- Lupinus (Lupinsläktet)
  - Lupinus rothmaleri Boiss. & Reut.
- Myrica (Porssläktet)
  - Myrica rothmalerana
- Phyllosticta (Ett svampsläkte)
  - Phyllosticta rothmaleri
- Silene (Glimsläktet)
  - Silene rothmaleri P.Silva

Auktorsnamnet Rothm. kan användas för Werner Rothmaler i samband med ett vetenskapligt namn inom botaniken; se Wikipediaartiklar som länkar till auktorsnamnet.
Auktorsnamnet Roth. kan användas för Werner Rothmaler i samband med ett vetenskapligt namn inom botaniken; se Wikipediaartiklar som länkar till auktorsnamnet.
Förväxla ej med Roth (Obs utan avslutande punkt-tecken!), som avser Albrecht Wilhelm Roth.

## Bilder

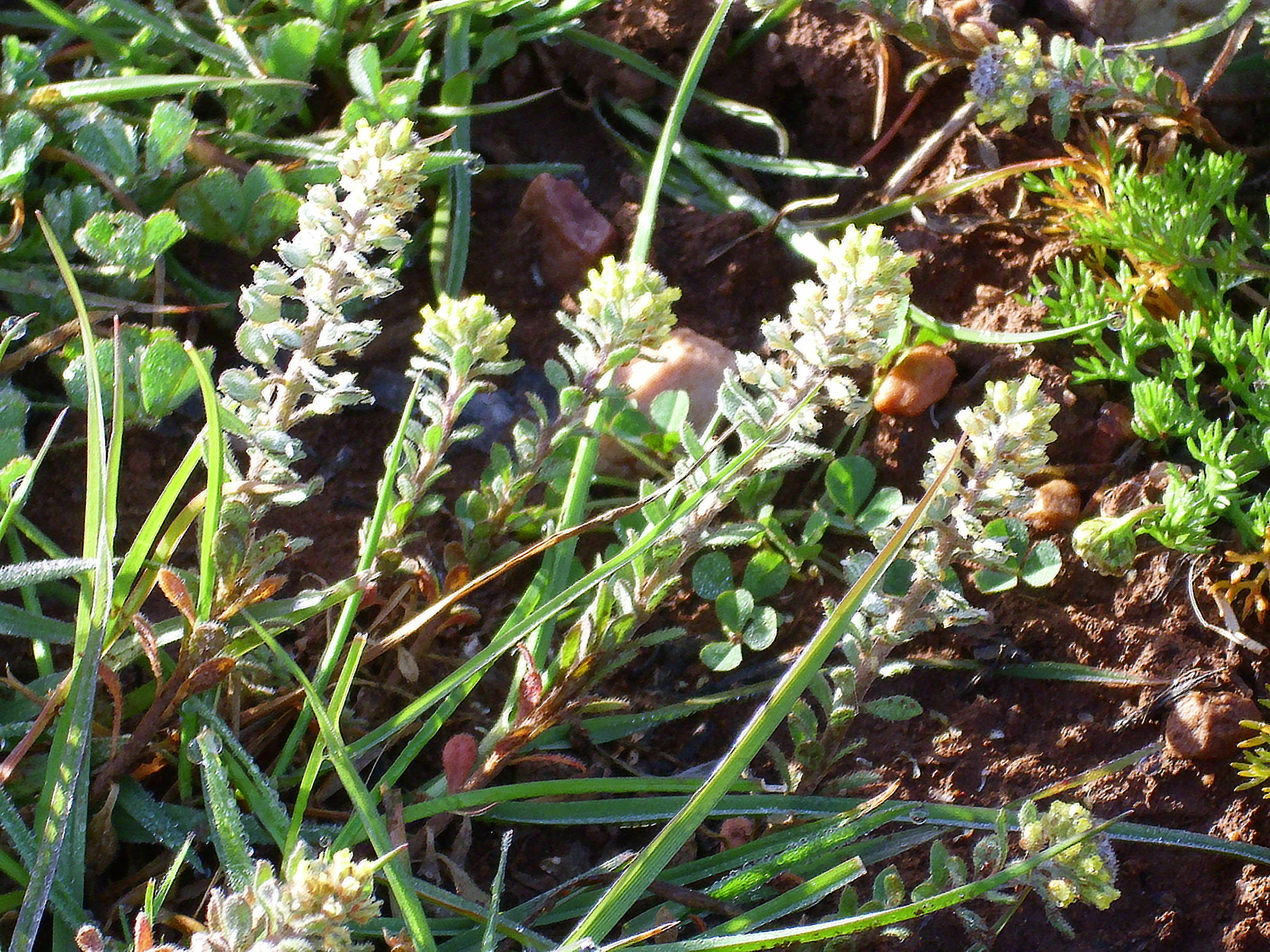
Alyssum simplex Synonym till Alyssum rothmaleri
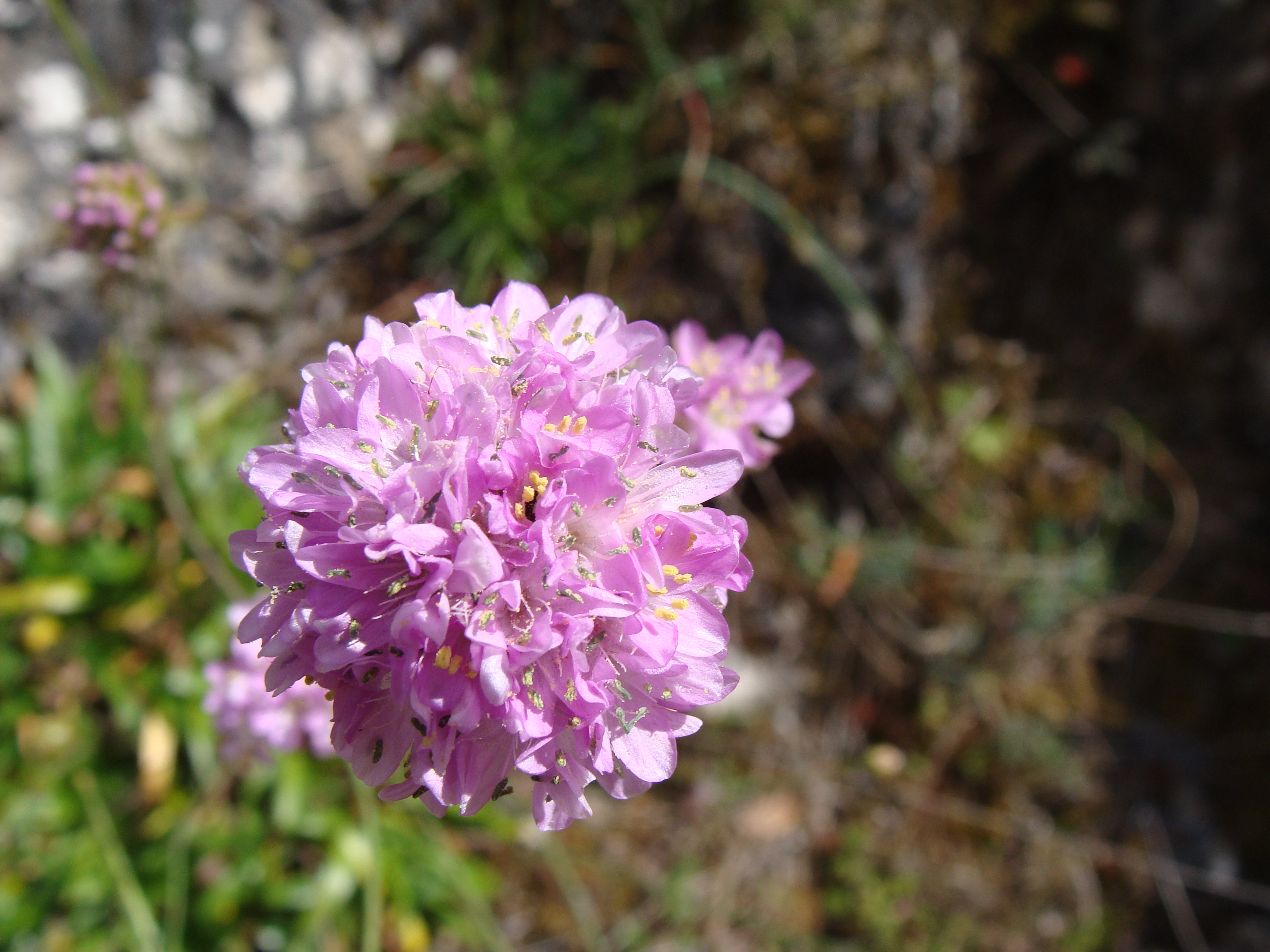
Armeria rothmaleri
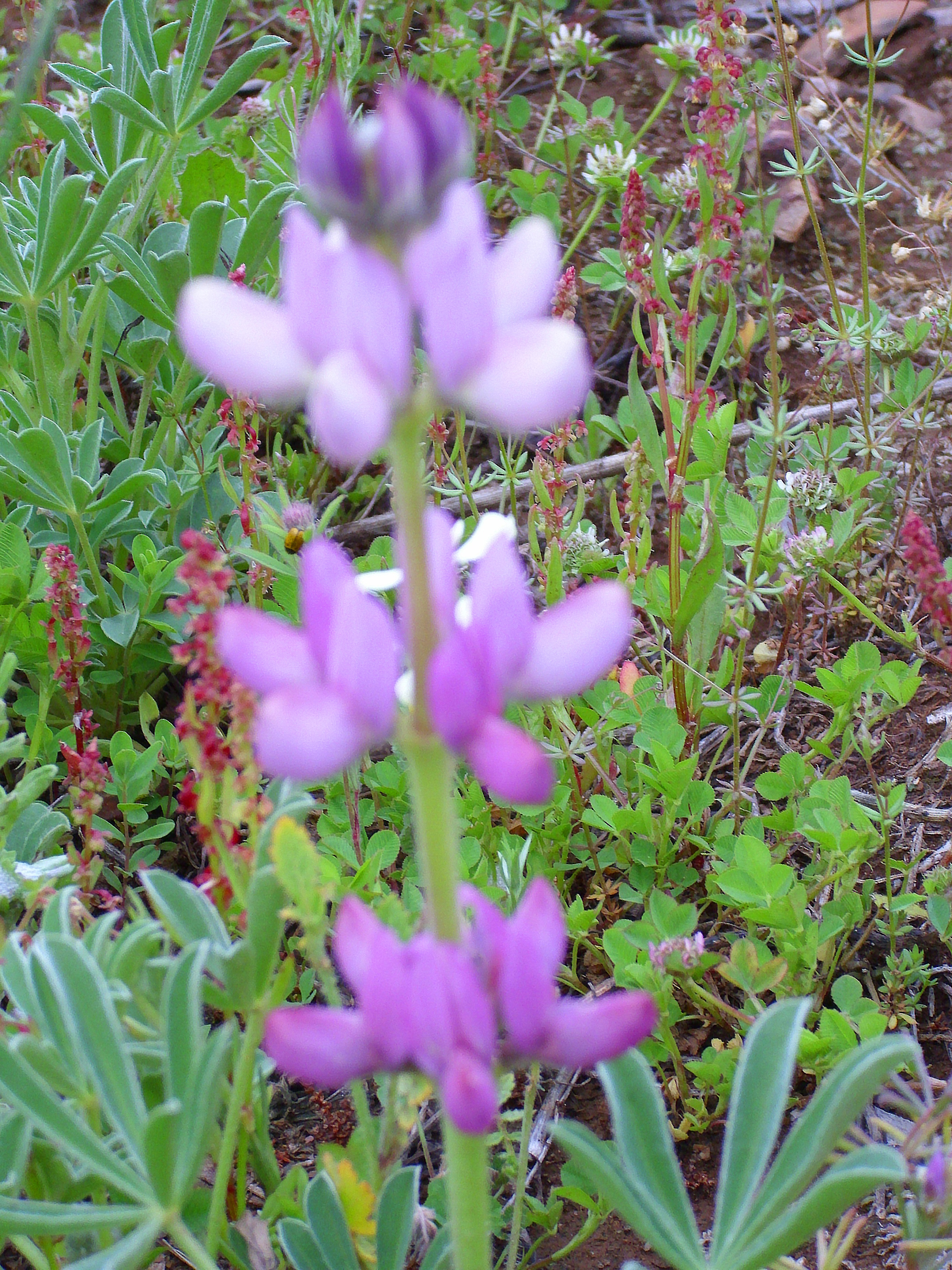
Lupinus hispanicus Synonym till Lupinus rothmaleri